# Acarapis woodi
Acarapis woodi ou ácaro traqueal das abelhas  é um  parasita interno das abelhas, originalmente descrito a partir da Ilha de Wight(Inglaterra). Os ácaros Acarapis woodi, são aracnídeos que vivem e se reproduzem na traqueia das abelhas. Um ácaro fêmea prende de 5 a 7 ovos nas paredes da traqueia, onde as larvas eclodem e se desenvolvem em 11 a 15 dias a ácaros adultos. Os ácaros parasitam abelhas jovens com até duas semanas de idade através das aberturas do tubo traqueal, onde se instalam e perfuram as paredes do tubo traqueal com a sua boca se alimentam com a hemolinfa das abelhas. Mais de uma centena de ácaros podem povoar a traqueia e enfraquecer as abelhas. Os ácaros são geralmente inferiores a 175 mícrons de comprimento, e só pode ser vistos e identificados sob um microscópio.
Outros ácaros semelhantes na aparência mas que são parasitas externos incluem Acarapis externus e Acarapis dorsalis.